# Семейство Фройд
Семейството на Зигмунд Фройд, известният психоаналитик, напуска Австрия и Германия през 30-те години на XX век и отива в Англия и САЩ. Някои от потомците на Фройд стават известни в различни области.
Самият Зигмунд Фройд е най-старият от 8 деца на Якоб и Амалия Фройд. Сестрата на Фройд Ана се омъжва за Ели Бърнейз, братът на жената на Фройд, и техния син Едуард Бърнейз оказва огромно влияние върху днешните връзки с обществеността- Съпругата на Фройд, Марта е правнучка на Исак Бърнейз, главен равин в Хамбург.
Потомците на Зигмунд Фройд включват:
- Зигмунд Фройд се оженва за Марта Бърнейз през 1886; 6 деца

- Матилде Фройд (1887-1978) се омъжва за Робърт Холичер; нямат деца
- Жан-Мартин Фройд (1889-1967) се оженва за Ести Друкер; 2 деца

- Валтер Фройд (1921-2004) се оженва за Анет Краруп; 3 деца

- Давид Фройд (роден 1950)

- Софи Фройд (родена 1924) се омъжва за Пол Льовенщайн; 3 деца

- Андреа Фройд Льовенщайн
- Дания Ловенщайн
- Джордж Льовенщайн

- Оливър Фройд (1891-1969) се оженва за Хени Фукс; 1 дете

- Ева Фройд (1924-1944)

- Ернст Фройд (1892-1970) се оженва за Луси Браш; 3 деца

- Щефан Фройд(born 1921)

- Дороти Фройд

- Луциян Фройд (1922-2011), деца:

- Джейн Фройд (родена 1958)
- Бела Фройд (родена 1961) е омъжена за Джеймс Фокс; 1 дете
- Ещер Фройд (родена 1963) е омъжена за Дейвид Мориси; 3 деца
- Сюси Бойт (родена 1969) е омъжена за Том Астор; 2 деца

- Клемент Фройд (1924-2009) се оженва за Джун Флюит (актьорско име Джил Реймънд) през 1950; 5 деца

- Никола Фройд

- Том Фройд (роден 1973)
- Джак Фройд, оженен за Кейт Мелхуиш
- Марта Фройд

- Доминик Фройд
- Ема Фройд (родена 1962) партньорка на Ричард Къртис; 4 деца
- Матю Фройд (роден 1963) се жени два пъти; (i) Каролин Хътън, 2 деца; (ii) Елизабет Мърдок, 2 деца
- Ашли Фройд (осиновен племенник)

- Софи Фройд, (1893-1920) омъжена за Макс Халберщад; 2 деца

- Ернст Халберщад (1914–2008) (също познат като Ернест Фройд) оженен за Ирене Чембърс (родена 1920)
- Хайнц Халберщад (1918-1923)

- Ана Фройд (1895-1982)